# OneTwo
Gli OneTwo erano un gruppo musicale danese attivo fra il 1985 e il 1994 e formato da Cæcilie Norby, Nina Forsberg e Søren Bentzen.

## Carriera
Gli OneTwo sono saliti alla ribalta nel 1986 con il loro album di debutto eponimo, che ha venduto più di 140 000 copie a livello nazionale, rendendolo l'album di debutto di maggior successo degli anni '80 in Danimarca. Tre anni dopo è uscito il secondo disco Hvide løgne, seguito nel 1993 dal terzo e ultimo album, Getting Better, che al contrario dei primi due è cantato in lingua inglese. In totale gli OneTwo hanno venduto più di 250 000 copie nella sola Danimarca.

## Discografia

### Album in studio
- 1986 – OneTwo
- 1989 – Hvide løgne
- 1993 – Getting Better

### Raccolte
- 1997 – 12 hits fra den bedste tid
- 2005 – Greatest

### Singoli
- 1986 – Midt i en drøm/Sket så tit
- 1987 – Hvis du kom ud
- 1989 – Den bedste tid
- 1990 – Jeg ka' gi' hva' du vil ha'
- 1990 – Hvide løgne
- 1993 – Sha La La La
- 1993 – The Wind Whispers You
- 1993 – Getting Better